# 维勒克桑通
维勒克桑通（法語：Villexanton）是法国卢瓦-谢尔省的一个市镇，属于布卢瓦区。该市镇总面积11.53平方公里，2009年时的人口为190人。

## 人口
维勒克桑通人口变化图示